# Diocesi episcopale del Minnesota
La diocesi del Minnesota (in latino: Dioecesis de Minnesota) è una sede della Chiesa Episcopale situata nella regione ecclesiastica Provincia 6. Nel 2010 contava 22.000 battezzati. È attualmente retta dal vescovo Brian Prior.

## Territorio
La diocesi comprende lo stato del Minnesota, ad eccezione della Contea di Clay. (Stati Uniti).
Sede vescovile è la città di Minneapolis, dove si trova la cattedrale di San Marco (Cathedral of St. Mark).  A Faribault sorge la concattedrale del Nostro Salvatore Misericordioso (Our Merciful Saviour).
Il territorio si estende su 222.454 km² ed è suddiviso in 106 parrocchie.

## Storia
La storia della Chiesa Episcopale in Minnesota, è disponibile presso la Minnesota Historical Society, che copre il periodo compreso tra l'arrivo dei primi missionari episcopali nella zona nel 1820 attraverso il vescovato di Robert M. Anderson, fino al 1993, dove hanno documentano l'organizzazione, l'amministrazione, la storia della diocesi, delle sue parrocchie e delle missioni diocesane attraverso le annotazioni su carta di molti funzionari e dirigenti diocesani, tra cui: George Clinton Tanner, Stephen E. Keeler, Federico F. Kramer, Hamilton Hyde Kellogg, Philip F. McNairy, e Robert M. Anderson.

## Cronotassi dei vescovi
- Henry Benjamin Whipple (1859 - 1901)
- Samuel Cook Edsall (1901 - 1917)
- Frank Arthur McElwain (1917 - 1943)
- Stephen Edwards Keeler (1943 - 1956)
- Hamilton Hyde Kellogg  (1956 - 1971)
- Philip Frederick McNairy (1971 - 1978)
- Robert Marshall Anderson (1978 - 1993)
- James Louis Jelinek (1993 - 2010)
- Brian Norman Prior, dal 2010